# صناعة السيارات في الصين

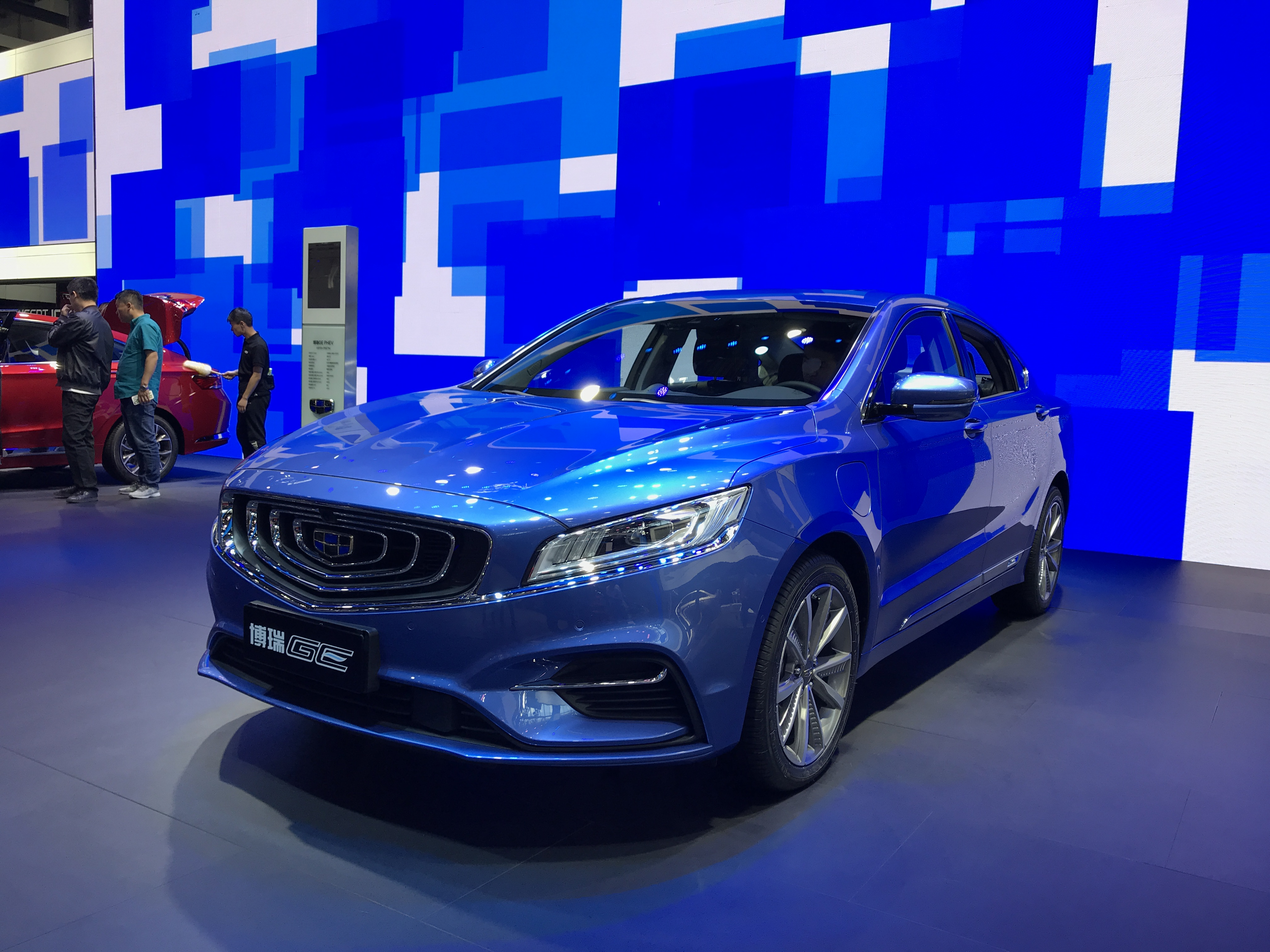
تم اختيار جيلي بوروي عام 2016 في الصين و تسميتها "سيارة العام"

كانت صناعة السيارات في الصين هي الأكبر في العالم والتي تم قياسها بإنتاج وحدة السيارات  عام 2008. منذ عام 2009، يتجاوز الإنتاج السنوي للسيارات في الصين مثيله في الاتحاد الأوروبي أو في الولايات المتحدة واليابان مجتمعتين.
شركات تصنيع السيارات المحلية "Big Four" التقليدية هي SAIC Motor وDongfeng و FAW و Chang'an. الشركات المصنعة للسيارات الصينية الأخرى هي جيلي، مجموعة بكين للسيارات، بريليانس أوتوموتيف، مجموعة قوانغتشو للسيارات، سور الصين العظيم، بي واي دي، شيري وجيانغهواي (جاك). بالإضافة إلى ذلك، هناك عدة شركات متعددة الجنسيات لديها شراكات مع المصنعين المحليين.
في حين يتم بيع معظم السيارات المصنعة في الصين داخل الصين، وصلت الصادرات إلى 814300 وحدة في عام 2011. توفر السوق المحلية في الصين لشركات صناعة السيارات قاعدة صلبة ويأمل المخططون الاقتصاديون الصينيون في بناء شركات سيارات  قادرة على المنافسة عالمياً لتصبح أكثر جاذبية وموثوقية السنوات.
كان لصناعة السيارات في الصين أصول سوفييتية بشكل أساسي أي أنه (تم تأسيس المصانع وتصميم السيارات المرخص لها في الخمسينات بمساعدة اتحاد الجمهوريات الاشتراكية السوفياتية) ولديها أحجام صغيرة للسنوات الثلاثين الأولى من الجمهورية، بما لا يتجاوز 100- 200 ألف في السنة. منذ أوائل 1990s ، تطورت بسرعة. تجاوزت طاقة إنتاج السيارات السنوية في الصين مليون شخص في عام 1992. وبحلول عام 2000، كانت الصين تنتج أكثر من مليوني سيارة. بعد انضمام الصين إلىمنظمة التجارة العالمية (WTO) في عام 2001، تسارع تطور سوق السيارات أكثر. بين عامي 2002 و 2007، نما سوق السيارات الوطني الصيني بمتوسط 21 في المائة، أو مليون سيارة على أساس سنوي. في عام 2009، أنتجت الصين 13.79 مليون سيارة، منها 8 ملايين سيارة ركاب و 3.41 مليون سيارة تجارية وتجاوزت الولايات المتحدة كأكبر منتج للسيارات في العالم من حيث الحجم. في عام 2010، تخطت كل من المبيعات والإنتاج 18 مليون وحدة، مع 13.76 مليون سيارة ركاب، وفي كل حالة كانت أكبر شركة في التاريخ. في عام 2014، بلغ إجمالي إنتاج السيارات في الصين 23.720 مليون، وهو ما يمثل 26 ٪ من إنتاج السيارات العالمي.
بلغ عدد السيارات والحافلات والشاحنات والشاحنات المسجلة على الطرق في الصين 62 مليون في عام 2009، ومن المتوقع أن يتجاوز 200 مليون وذلك  بحلول عام 2020. تقدر شركة McKinsey & Company الاستشارية أن سوق السيارات في الصين سوف ينمو عشرة أضعاف بين عامي 2005 و 2030.
مجموعة الصناعة الرئيسية لصناعة السيارات الصينية هي الرابطة الصينية لمصنعي السيارات (中国 汽车工业 协会).

## التاريخ

### من 1928 حتى 1949
كانت أول مركبة صينية الصنع عبارة عن شاحنة تسمى مينغ شنغ. تم تصميمها من قبل دانيال إف مايرز وتم عمل نموذج أولي في لياو نينغ تشنش هاونار أرسنال، شنيانغ. اكتمل النموذج الأولي في 31 مايو 1931 لصالح تشانغ شيويليانغ. قبل بدء الإنتاج، تم قصف المصنع من قبل اليابانيين الغزاة ولم يبدأ الإنتاج بعدها أبدًا. رعى زميله العام، يانغ هو تشنغ، المخترع تانغ تشونغ مينغ لصناعة نوع جديد من محركات السيارات التي تعمل بالفحم. في عام 1932، أسس تانغ شركة Chung Ming Machinery Co. Ltd. في شنغهاي لإنتاج المحركات. تم استخدام المركبات التي تعمل بالفحم بشكل رئيسي خلال الحرب الصينية اليابانية الثانية في الصين بسبب نقص الوقود. كما استخدم زيت تونغ خلال الحرب كبديل للبترول. يقول أحد المصادر أن دو يومينج صمم سيارة في عام 1937، لكنه لم يصنعها حتى عام 1943 بعد أن أجبر على التحرك بسبب الحرب. لم يتم العثور على مزيد من المعلومات حول هذا الموضوع.

### من 1949 حتى 1980

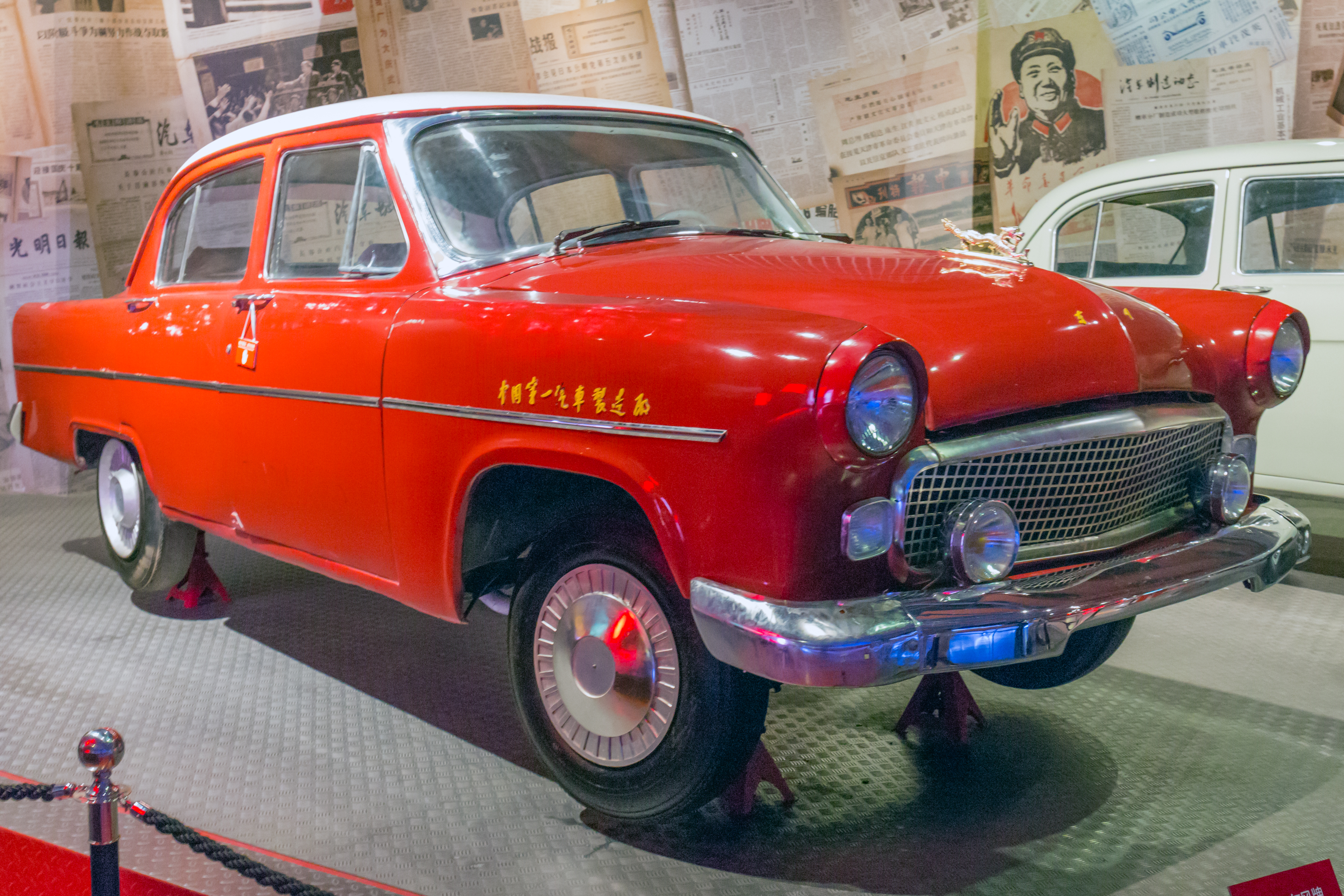
Dongfeng CA71 (1958)

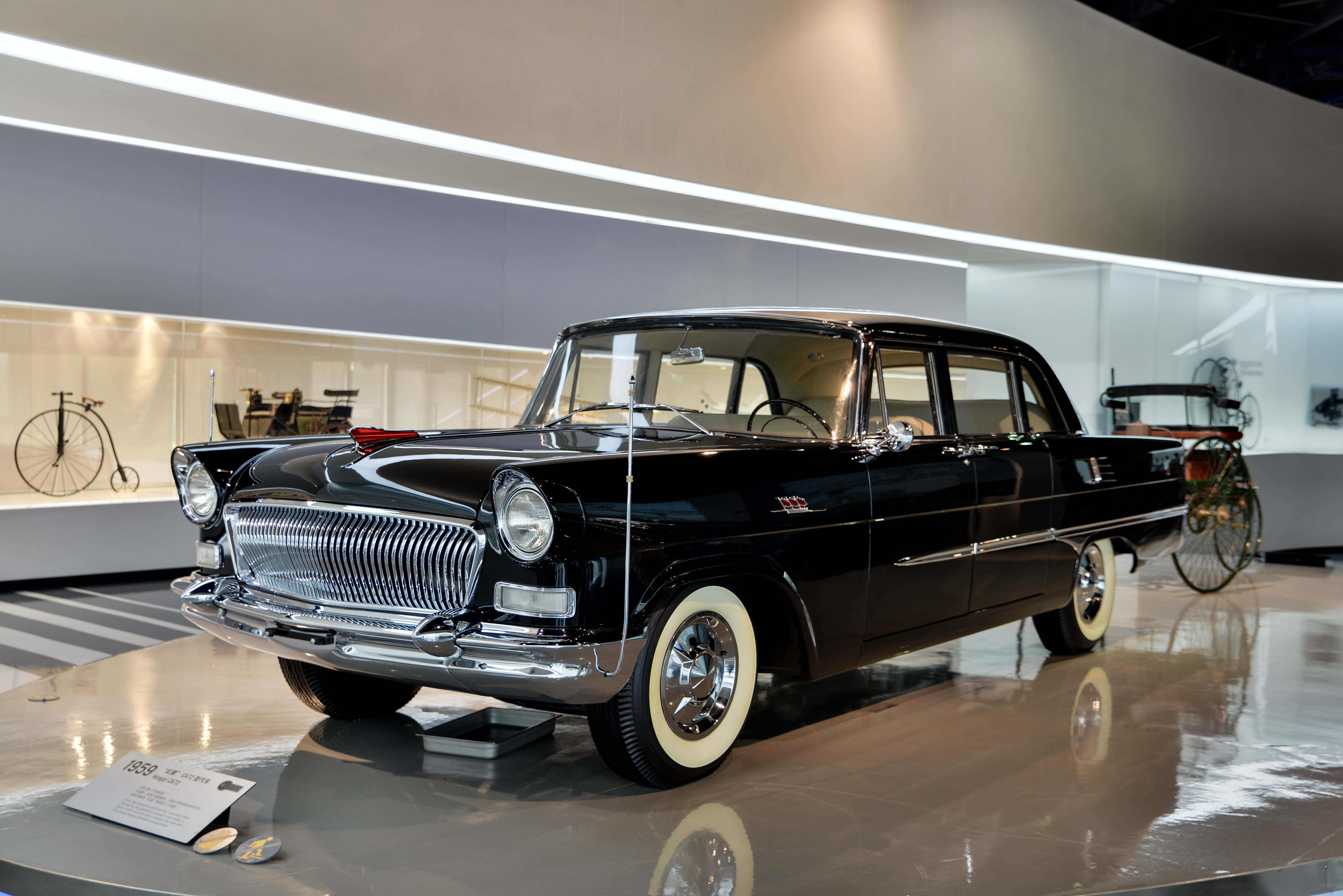
Hongqi CA72 (1959)

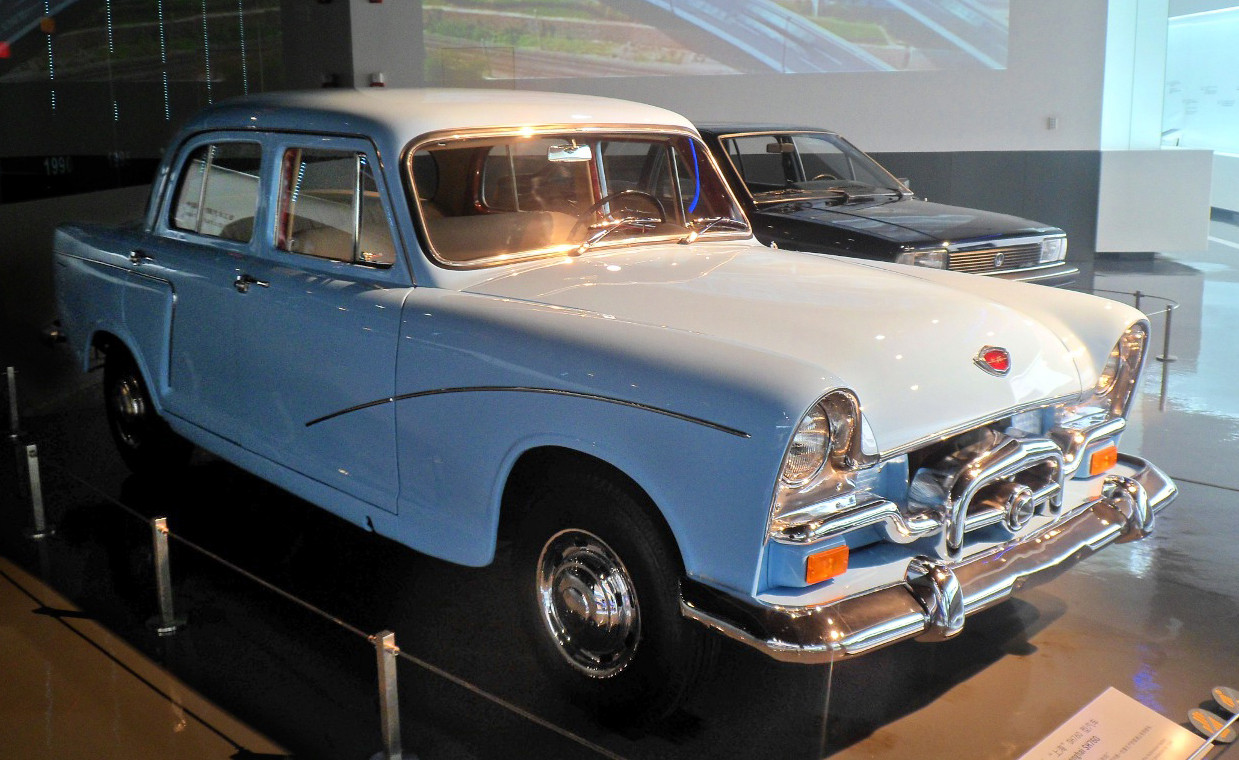
Shanghai SH760

تم إنشاء العديد من مصانع تجميع المركبات في الخمسينات والستينات. كانوا نانجينغ (اليوم هي شركة نانجينغ للسيارات، وشنغهاي (اليوم هي شركة شانغهاي لصناعة السيارات)، جينان (تتطور إلى مجموعة شاحنة الصين الوطنية الثقيلة)، وبكين (اليوم هي شركة بكين لصناعة السيارات القابضة). تم تأسيس شركة The Second Automobile Works (لاحقاً Dongfeng Motor Corporation) في عام 1968.
تم تصنيع أول سيارات الإنتاج الصينية من قبل شركة First Automobile Works في عام 1956، وهي شاحنة تسمى [ Jiefang CA-30]. أعقب ذلك في 10 مارس 1958 من قبل شاحنة خفيفة 2½ طن (NJ130)، والتي كانت مستندة على GAZ-51 الروسية، تم إنتاجها في نانجينغ. تم تسمية الشاحنة Yuejin (بمعنى «قفزة إلى الأمام») من قبل الوزارة الصينية الأولى للمعدات الصناعية.
في يونيو 1958 تم تأسيس شركة Nanjing Automobile Works ، التي كانت في السابق وحدة لخدمة المركبات في الجيش. استمر الإنتاج حتى خرجت الشاحنة الأخيرة (NJ134) من خط التجميع في 9 يوليو 1987. بلغ الإنتاج التراكمي 161,988 وحدة (بما في ذلك الطرازات NJ130 و NJ230 و NJ135 و NJ134). أول إنتاج للسيارات كانت Dongfeng CA71 ، Hongqi CA72 ، Feng Huang (عرفت فيما بعد باسم Shanghai SH760) كلها من عام 1958.

### من 1980 حتى 1990

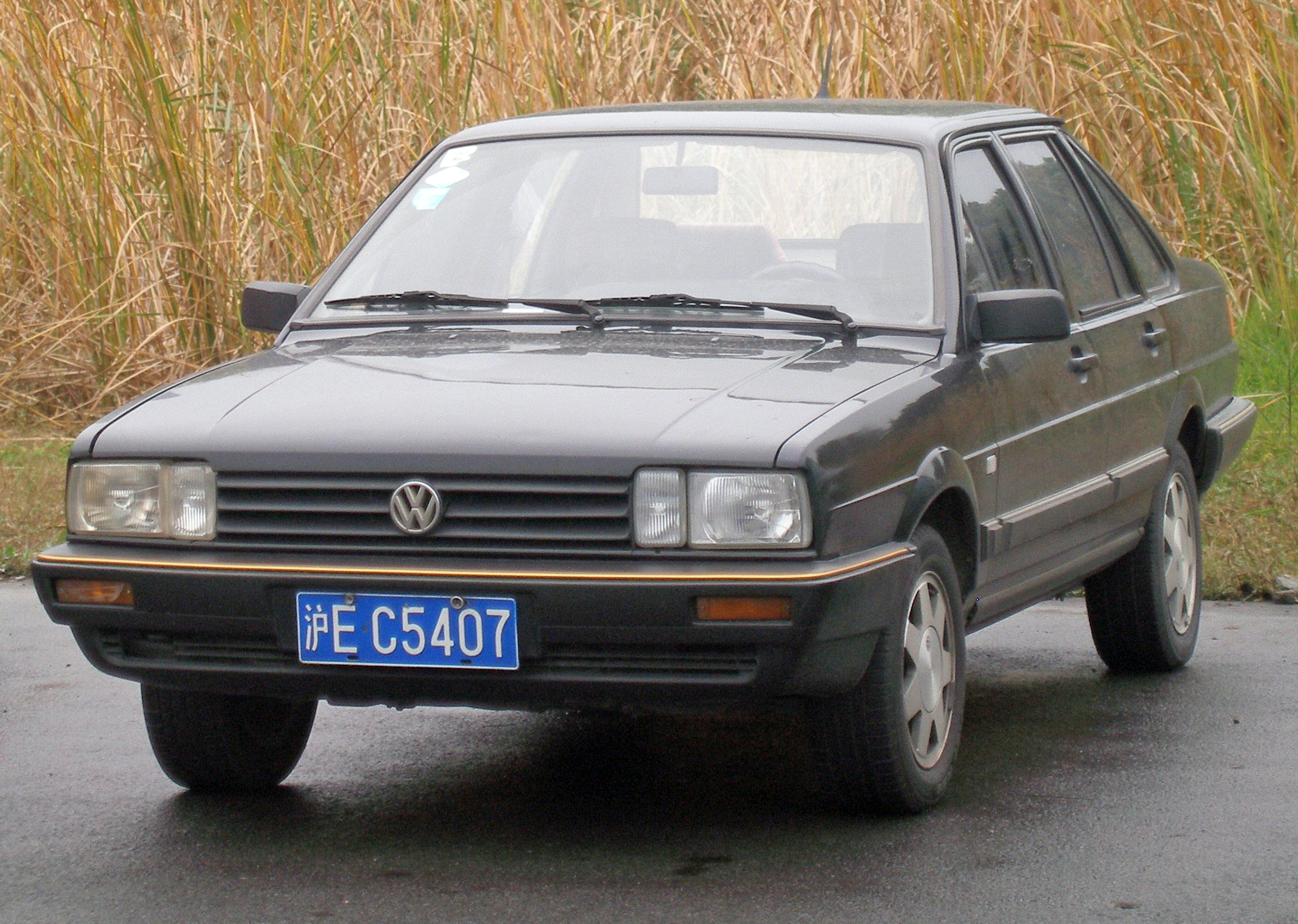
فولكس واجن سانتانا الصينية Volkswagen Santana

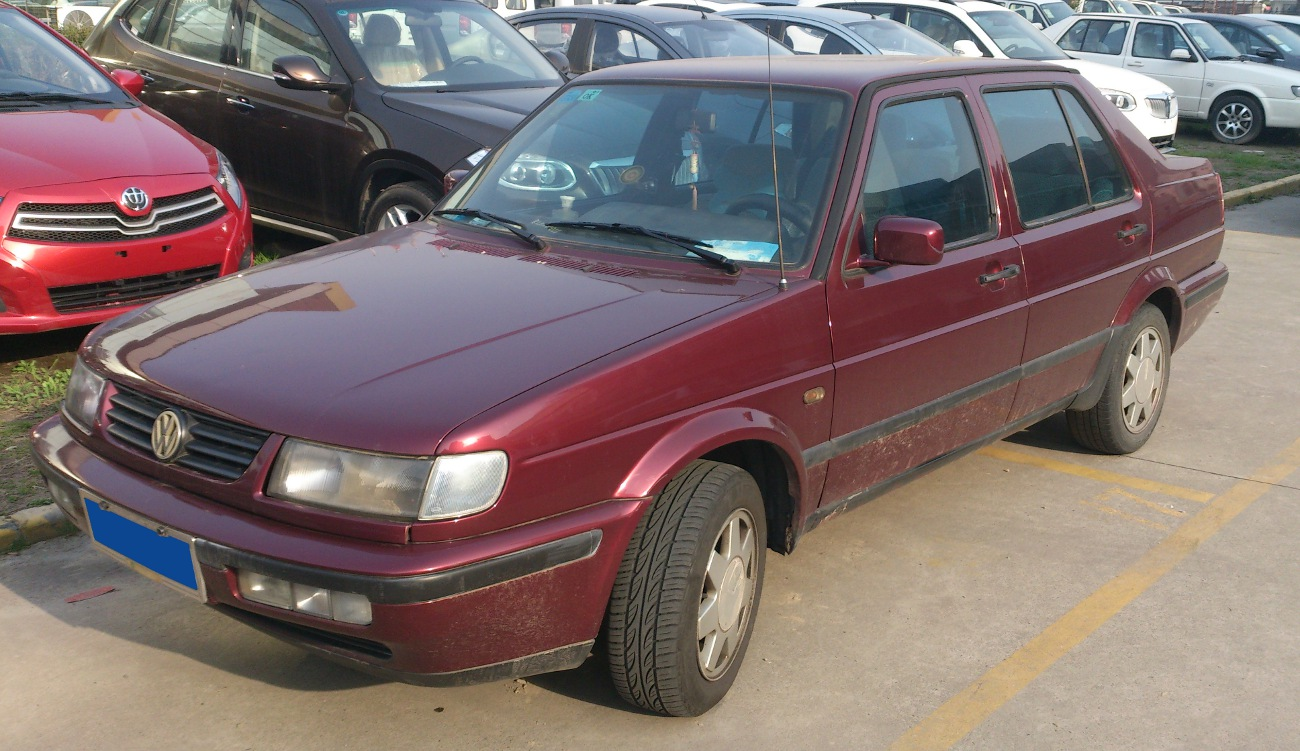
Volkswagen Jetta König

كانت صناعة سيارات الركاب جزءًا صغيرًا من إنتاج السيارات خلال العقود الثلاثة الأولى للاقتصاد الاشتراكي في الصين. في أواخر عام 1985، أنتجت البلاد  ما يقارب 5200 سيارة فقط، للإعلان عن أن الرغبة في السلع الاستهلاكية لم تعد مشكوك فيها سياسيا وتحفز الإنفاق الشخصي، في حين أن الإعلان عن فتح السوق الصينية أمام المنتجين الأجانب، تم عن طريق توزيع أخبار ملفقة حول أول فلاح صيني يملك سيارة في جميع أنحاء العالم. وقد وصفت شركة Sun Guiying ، مزارع دجاج من بكين، بأنها اشترت سيارة تويوتا Publica فضية بأرباحها. في حين أن المقالة كانت مزورة إلى حد كبير (لم تكن السيدة Guiying تعرف كيف تقود السيارة، وكان زوجها مسؤولاً كبيراً وليس فلاحاً)، فقد جاءت الرسالة واضحة وعالية. ازدادت مبيعات السيارات بشكل كبير، على الرغم من أنها اشترت بالكامل تقريبا من قبل danweis (وحدات العمل - كانت ملكية السيارات الخاصة مجهولة في ذلك الوقت، على الرغم من قصة Sun Guiying).
وبما أن الإنتاج المحلي كان محدودا للغاية، ارتفعت مجاميع الواردات زيادة كبيرة، على الرغم من فرض رسوم استيراد بنسبة 260 في المائة على المركبات الأجنبية. قبل عام 1984، كان المصدر السائد للسيارات إلى الصين هو الاتحاد السوفييتي. في عام 1984، ازدادت صادرات السيارات اليابانية إلى الصين سبعة أضعاف (من 10800 إلى 85000) وبحلول منتصف عام 1985 أصبحت الصين ثاني أكبر سوق تصدير في اليابان بعد الولايات المتحدة. أنفقت البلاد حوالي 3 مليارات دولار لاستيراد أكثر من 350,000 مركبة (بما في ذلك 106,000 سيارة و 111,000 شاحنة) في عام 1985 وحده. ثلاث شركات سيارات أجرة على وجه الخصوص متعطشة للسيارات اليابانية، مثل تويوتا كراون ونيسان بلوبيرد.
وبينما بدأ هذا الإنفاق الشرس يؤدي إلى عجز تجاري حاد، وضعت القيادة الصينية المكابح، سواء من خلال جهود الدعاية أو من خلال جعل تداول العملات الأجنبية أقل سهولة.  تم رفع الرسوم الجمركية على السلع المستوردة في مارس 1985 وتم إضافة «ضريبة تنظيمية» جديدة بعد ذلك بقليل. في سبتمبر عام 1985، تم فرض وقف اختياري لمدة عامين على جميع الواردات من السيارات تقريبًا.
وفي الوقت الذي تحد فيه الواردات، حاولت الصين أيضاً زيادة الإنتاج المحلي من خلال تعزيز اتفاقيات إنتاج سيارات الركاب المشتركة المختلفة، بالإضافة إلى إضافة اتفاقيات جديدة. في عام 1983، وقعت شركة American Motors Corporation (AMC ، التي حصلت عليها شركة Chrysler لاحقًا) عقدًا مدته 20 عامًا لإنتاج سيارات جيب الخاصة بها في بكين. وفي العام التالي، وقعت شركة فولكس فاجن الألمانية عقدًا مدته 25 عامًا لإنشاء سيارات ركاب في شنغهاي، ووافقت شركة بيجو الفرنسية على مشروع آخر لسيارات الركاب لتصنيع السيارات في مدينة قوانغتشو الجنوبية المزدهرة. لم تسمح هذه المشاريع المشتركة المبكرة للصينيين باقتراض الكثير من التكنولوجيا الأجنبية، حيث شكلت مجموعة أدوات الهبوط غالبية أنشطة التصنيع؛  قد لا يُسمح للأدوات بالانزلاق بعد الحدود.

### من 1990 حتى الآن
دخلت العديد من الشركات صناعة السيارات منذ عام 1994. بعضها من صناعة الدفاع، مثل Chang'an Motors و Changhe و Hafei Motor. تم تطوير بعضها من الشركات المملوكة للدولة القديمة، مثل BYD Auto ، Brilliance China Auto ، وشيري للسيارات، و Changfeng Automobile. والبعض الآخر شركات خاصة، مثل Geely Automobile وGreat wall Motors.

## الشركات المصنعة المحلية والعلامات التجارية والسيارات
مجموعة الصناعة الرئيسية لصناعة السيارات الصينية هي الرابطة الصينية لمصنعي السيارات (CAAM).
تمتلك الصين شركات تصنيع السيارات المحلية المملوكة للدولة «الأربعة الكبار»: شانغهاي جنرال موتورز ، دونغفنغ ، فاو ، وتشانغ آن. تتحدى شركة BAIC في كثير من الأحيان Chang'an باعتبارها رابع أكبر شركة لصناعة السيارات.
شركة شنغهاي لصناعة السيارات (Shanghai Automotive Industry Corporation)، والمعروفة أيضا باسم SAIC (上汽) و SAIC-GM (上汽 通用)، هي شركة صينية لصناعة السيارات مملوكة للدولة ومقرها في شنغهاي وتعمل في مشروع مشترك مع شركة جنرال موتورز المملوكة للولايات المتحدة. . كان لدى الشركة أكبر حجم إنتاج لأي شركة تصنيع سيارات صينية في عام 2017، مما يجعل أكثر من 6.9 مليون سيارة. 
تبيع SAIC المركبات تحت مجموعة متنوعة من العلامات التجارية. تتضمن أسماء العلامات التجارية الحصرية لشركة SAIC: Maxus و MG و Roewe و Yuejin. وتباع المنتجات التي تنتجها شركات المشاريع المشتركة التابعة لـ SAIC تحت العلامات التجارية بما في ذلك Baojun و Buick و Chevrolet و Iveco و Škoda و Volkswagen و Wuling.
شركة دونغفينغ موتور  (Dongfeng Motor Corporation) هي شركة صينية مملوكة للدولة لصناعة السيارات ومقرها في ووهان. كانت الشركة ثاني أكبر صانع سيارات صيني في عام 2017، من حيث حجم الإنتاج، وتصنيع أكثر من 4.1 مليون سيارة في ذلك العام. العلامات التجارية الخاصة بها هي Dongfeng ، Venucia و Dongfen Fengshen. وتشمل المشاريع المشتركة شركات Cummins و Dana و Honda و Nissan و Infiniti و PSA Peugeot Citroën و Renault و Kia و Yulon.
فاو جروب  (FAW Group) هي شركة صينية لتصنيع السيارات مملوكة للدولة ومقرها في مدينة تشانغتشون. في عام 2017، احتلت الشركة المرتبة الثالثة من حيث الإنتاج مما جعل 3.3 مليون سيارة. تبيع FAW المنتجات تحت ما لا يقل عن عشرة علامات تجارية مختلفة بما في ذلك العلامات التجارية الخاصة بها و Besturn / Bēnténg و Dario و Haima و Hongqi و Jiaxing و Jie Fang و Jilin و Oley و Jie Fang و Yuan Zheng و Tianjin Xiali. مشاريع مشتركة FAW بيع أودي وجنرال موتورز ومازدا وتويوتا وفولكس واجن.
مجموعة تشانغ آن Chang'an للسيارات  هي شركة تصنيع سيارات مقرها في تشونغتشينغ، وهي شركة مملوكة للدولة. في عام 2017، احتلت الشركة المرتبة الرابعة من حيث إنتاج 2.8 مليون سيارة في عام 2017. تصمم Changan وتطور وتصنع وتبيع سيارات الركوب التي تباع تحت ماركة Changan والمركبات التجارية التي تباع تحت ماركة Chana. وتشمل الشركات الأجنبية المشتركة كل من سوزوكي وفورد ومازدا وبيسا سيتروين.
مجموعة BAIC ، المعروفة أيضًا باسم Beiqi   ، هي شركة مملوكة للدولة وشركة قابضة للعديد من الشركات الصينية لصناعة السيارات والآلات الموجودة في بكين. في عام 2014، احتلت الشركة المركز الخامس من حيث إنتاج 2.5 مليون سيارة. وتشمل الشركات التابعة لها صانع سيارات الركاب بي أي سي موتور، والسيارة العسكرية وصانع سيارات الدفع الرباعي بي دبليو دبليو، والشاحنة، وصانعة المعدات الزراعية والشاحنات فوتو موتور. والد BAIC هو هيئة الإشراف على إدارة الأصول المملوكة للدولة التابعة لبلدية بكين (SASAC). لديها مشاريع مشتركة أجنبية مع هيونداي ومرسيدس بنز.
الشركات المصنعة للسيارات الصينية البارزة الأخرى كما يلي:
GAC (مجموعة قوانغتشو للسيارات)، وهي شركة سيارات صينية مملوكة للدولة يقع مقرها الرئيسي في مدينة قوانغتشو. كانت الشركة سادس أكبر شركة مصنعة في عام 2017، حيث قامت بتصنيع أكثر من مليوني سيارة في عام 2017. تبيع شركة GAC سيارات الركاب تحت العلامة التجارية Trumpchi. في الصين، هم أكثر شهرة بمشروعهم المشترك الأجنبي مع فيات، هوندا، ايسوزو، ميتسوبيشي، وتويوتا.
جيلي (Geely)، هي أكبر شركة لصناعة السيارات مملوكة للقطاع الخاص وسابع أكبر مصنع في الصين. أصبحت العلامة التجارية الرائدة «جيلي أوتو» العلامة التجارية الأولى للسيارات في الصين في عام 2017. تشتهر جيلي حاليًا بكونها واحدة من أسرع مجموعات السيارات نمواً في العالم، وتشتهر بملكيتها لسيارات فولفو التجارية السويدية. في الصين، تشمل العلامات التجارية لسيارات الركاب جيلي أوتو، فولفو كارز، ولينك وشركائهم.
جريت وول (Great Wall)، ثامن أكبر مصنع في عام 2017 وأكبر مصنع للسيارات الرياضية متعددة الاستخدامات. تبيع جريت وول السيارات تحت ماركات هفال ووي واي.
بريليانس أوتو (Brilliance Auto)، هي شركة صينية لصناعة السيارات مملوكة للدولة ومقرها في شنيانغ. كانت هذه الشركة تاسع أكبر مصنع في عام 2017. ولديها مشروع مشترك أجنبي مع شركة BMW ، كما تبيع سيارات الركاب تحت العلامة التجارية الخاصة بها Brilliance.
شيري (Chery)، وهي شركة صينية لصناعة السيارات مملوكة للدولة ومقرها في آنهوي. كانت الشركة عاشر أكبر مصنع في عام 2017. ولديها مشروع مشترك أجنبي مع شركة جاكوار لاند روفر لإنتاج سيارات جاكوار ولاند روفر في الصين. كما يبيعون السيارات تحت العلامة التجارية لشيري وعلامة كوروس.
BYD Auto ، هي شركة تصنيع سيارات تأسست من قبل شركة BYD المعروفة ببطارياتها وحافلاتها الكهربائية حول العالم. كانوا أيضا سابع أفضل علامة تجارية للسيارات الصينية في عام 2017.

### العلامات التجارية الأكثر مبيعا في الصين

#### 2017
وفقا لرابطة الصين لمصنّعي السيارات (C.A.A.M)، سلّمت شركات صناعة السيارات في الصين 28,226,616 سيارة ركاب وسيارة تجارية خفيفة في عام 2017. تبقى فولكس واجن في ألمانيا العلامة التجارية الأكثر مبيعا تليها هوندا اليابانية. في عام 2017، فاجأت جيلي الجميع من خلال إطلاق الصواريخ لتصبح العلامة التجارية الثالثة الأكثر مبيعاً في الصين والعلامة التجارية الصينية الأولى في السوق. عانت العلامات التجارية الكورية والأمريكية من المبيعات الباهتة، حيث انخفضت هيونداي من العشرة الأوائل، وتراجع كل من جنرال موتورز وفورد عن العلامات التجارية الصينية المحلية. فيما يلي تفصيل عمليات التسليم حسب العلامة التجارية.
| رتبة | العلامة التجارية | الشركة المصنعة (s) | المبيعات في عام 2017 |
| ---- | ---------------- | ------------------ | -------------------- |
| 1    | فولكس واجن       | FAW, SAIC          | 3,135,236            |
| 2    | هوندا            | GAC, دونغفنغ       | 1,405,021            |
| 3    | جيلي السيارات    | جيلي               | 1,248,004            |
| 4    | بويك             | SAIC GM            | 1,223,429            |
| 5    | تويوتا           | FAW, GAC           | 1,131,616            |
| 6    | نيسان            | دونغفنغ            | 1,116,709            |
| 7    | تشانغ            | تشانغ              | 1,062,716            |
| 8    | Baojun           | SAIC-GM-Wuling     | 1,016,224            |
| 9    | هفال             | سور الصين العظيم   | 851,855              |
| 10   | فورد             | تشانغ              | 840,946              |

#### 2016
| رتبة | العلامة التجارية | الشركات المصنعة      | المبيعات في عام 2016 |
| ---- | ---------------- | -------------------- | -------------------- |
| 1    | فولكس واجن       | FAW, شنغهاي          | 3.006.215            |
| 2    | بويك             | شانغهاى جنرال موتورز | 1.229.804            |
| 3    | هوندا            | GAC ، دونغفنغ        | 1.196.664            |
| 4    | تشانجان          | تشانجان              | 1.149.820            |
| 5    | هيونداي          | بكين                 | 1.142.016            |
| 6    | تويوتا           | FAW ، GAC            | 1.064.704            |
| 7    | نيسان            | دونغفنغ، تشنغتشو     | 1.015.605            |
| 8    | فورد             | تشانجان              | 951.396              |
| 9    | هفال             | سور الصين العظيم     | 938.019              |
| 10   | جيلي             | جيلي                 | 778.896              |
| 11   | Baojun           | SAIC-GM-Wuling       | 760.292              |
| 12   | BAIC             | BAIC                 | 711.246              |
| 13   | دونغفنغ          | دونغفنغ              | 680.617              |
| 14   | ولينغ            | SAIC-GM-Wuling       | 667.629              |
| 15   | كيا              | Dongfeng Yueda       | 650.001              |
| 16   | شيفروليه         | شنغهاي               | 538.671              |
| 17   | أودي             | FAW                  | 536.289              |
| 18   | شيري             | شيري                 | 505.452              |
| 19   | BYD              | BYD                  | 494.116              |
| 20   | GAC              | GAC                  | 371.006              |

## الجدالات

### نسخ الادعاءات
اتهم العديد من شركات صناعة السيارات الصينية بنسخ تصاميم شركات أخرى.

#### BYD
وتبدو بعض سيارات BYD مشابهة لسيارات أخرى مثل: Lexus ، و Toyota ، و Honda ، و Mercedes Benz ، و Porsche. على سبيل المثال، تحمل BYD S8 تشابهًا مع مرسيدس بنز CLK من الأمام، وسيارة رينو ميجان سي سي أو الجيل الثالث كرايسلر سبرنج المكشوفة من الخلف.
ادعى موظف مجهول في شركة هوندا أن BYD F3 كانت «نسخة معروفة» من تويوتا كورولا (مع إشارات تصميم هوندا). نموذج آخر أيضا، و BYD F1 ، وصفه أحد مراقبي الصناعة بأنه «نسخة واضحة» - هذا واحد من تويوتا Aygo.
ومن المعروف أن الوكالات المحلية تستفيد من هذا وتحل محل الشارات من السيارات BYD مع تلك الشركات المصنعة للسيارات الأخرى، بما في ذلك تويوتا. وقد اعترف مايكل أوستن، نائب رئيس BYD America ، بالمشكلة التي تقول إن الممارسات التي يقوم بها المتعاملون (التي يتم منحها حق الامتياز) جعلت BYD "غير مريحة". حتى أن حكومة الولايات المتحدة انتقدت ممارسات BYD ، مع وثيقة WikiLeaked من القنصل العام للولايات المتحدة إلى قوانغتشو (Brian Goldbeck) مشيرة إلى ممارسة BYD للنسخ في وثيقة بعنوان "BYD تسعى إلى" بناء أحلامك مبنية على تصاميم شخص آخر ".
بعض الشركات في الصين تبيع أدوات تحويل (والتي تتضمن شعارات) لبعض طرازات السيارات على سبيل المثال. تحويل BYD S6 إلى Lexus RX350.
أنشأت BYD مقرها في أمريكا الشمالية في لوس أنجلوس، كاليفورنيا في عام 2012.

#### شيري
|                                               |  |  |
| شيري كيو كيو 3 (يسار) و شيفروليه سبارك (يمين) |  |  |

في يونيو 2003، رفعت شركة جنرال موتورز الأمريكية دعوى قضائية ضد شيري، متهمة الصانع الصيني بنسخ الجيل الأول من دايو ماتيز (الذي طورته جنرال موتورز كوريا) مع تصميم شيري كيو كيو. ثم اتجهت شركة جنرال موتورز إلى اتهام شيري باستخدام ماتيز في اختبار التصادم الخاص بشيرى كيو كيو.
وزعم المسؤولون التنفيذيون في جنرال موتورز ازدواجية التصميم، والتي قد تمتد إلى أجزاء قابلة للتبديل، وذكرت شركة جنرال موتورز تشاينا جروب للمركبتين، «متطابقتان بشكل ملحوظ، التصميم الخارجي، والتصميم الداخلي والمكونات الرئيسية.»
بعد فشل محاولات الوساطة، رفعت جنرال موتورز دايو دعوى ضد شيري في محكمة في شنغهاي، ولكن بحلول عام 2005، تم نقل السلطة القضائية إلى محكمة بكين الشعبية المتوسطة الأولى. 
في ذلك الوقت تقريباً، دعم مسؤولو الدولة الصينيون، بما في ذلك نائب وزير التجارة ونائب مدير مكتب الدولة للملكية الفكرية، شيري. وقد اقترح أن جنرال موتورز ربما لم تكن قد حصلت على براءة اختراع لتكنولوجيتها. في أواخر عام 2005، تمت تسوية الدعوى.

#### محركات السور العظيم (جريت وول موتورز)
زعمت شركة فيات أن سيارة «جريت وول إيه باري»، وهي «بيري» (جينغ لينغ في الصين)، هي نسخة من الجيل الثاني من سيارات فيات باندا.
أثبت حكم محكمة إيطالية في تورينو عام 2008 صحة الادعاء القائل بأن سيارة جريت وول  «لا تبدو وكأنها سيارة مختلفة ولكنها فيات باندا ذات واجهة أمامية مختلفة».
قد تشبه موديلات أخرى جريت وول:  جريت وول Florid، مشابه إلى ist تويوتا؛ وبعض طرازات Great Wall Hover الأقدم قد تبدو مثل Isuzu Axioms ، إلخ.

#### لاند ويند Landwind
أطلقت Landwind ، وهي مشروع مشترك جديد بين Changan Auto و Jiangling Motors ، أطلقت سيارة Landwind X7 SUV في عام 2014. واعتبرت Jaguar Land Rover أنها نسخة من سيارة رينج روفر Evoque ، التي تنتجها شركة Chery Jaguar Land Rover محليًا، وحاولت دون جدوى توقف إنتاجها. على الرغم من أن تصميمات السيارات متشابهة، إلا أن سيارة X7 كانت تكلفتها ثلاثة أضعاف ما كانت عليه سيارة إيفوك عندما ضربت السوق . بدأت أسعار X7 بسعر 135,000 رنمينبي (21,700 دولار أمريكي اعتبارًا من أغسطس 2015)، في حين بلغ سعر ابتدائي لشركة ايفوك 398,000 ين ياباني (64,000 دولار أمريكي في أغسطس 2015). يتم بيع مجموعات X7 في الصين من أجل جعل السيارة تبدو مشابهة أكثر مثل Evoque. وتشمل هذه المجموعات الشبك والشعارات والشارات الخاصة بشركة Evoque.
جاء رد Jaguar Land Rover الأول خلال معرض Guangzhou للسيارات في نوفمبر 2014، عندما قام مصمم السيارة Ian Callum ، الذي يعمل في Jaguar ، بتغريد صور السيارة وأشار إلى التشابه بين X7 و Evoque. وعلاوة على ذلك، ذكرت الشركة أنها تحقق فيما إذا كانت عناصر التصميم الخاصة بشركة Evoque قد تم نسخها بواسطة شركة Jiangling Motors ، الشركة الأم لشركة Landwind ، وأنها «ستتخذ كل الخطوات المناسبة لحماية حقوق الملكية الفكرية الخاصة بها». ذهب جاكوار لاند روفر في وقت لاحق إلى المحكمة في الصين، ولكن تم رفض شكواه في أوائل عام 2015. في نسخة 2015 من أوتو شانغهاي، عبر رالف سبيث، الرئيس التنفيذي لشركة جاكوار لاند روفر، عن أسفه «لوقوع جميع النسخ واللصق المفاجئ مرة أخرى». وأضاف أن شركته لا تستطيع أن تفعل أي شيء، لأنه لا توجد قوانين ضد نسخ السيارات.
وقد قام كل من جاكوار لاند روفر وجيانغ لينغ موتورز برفع براءة اختراع التصميم لـ Evoque و X7 على التوالي، ولكن تم إلغاء براءة الاختراع في عام 2016. وقد أعلنت براءة اختراع  للتصميم الخارجي لـ Evoque في الصين في أبريل من قبل المنظمين الصينيين للملكية الفكرية. لأن السيارة قد تم كشف الستار عنها قبل تقديم براءة الاختراع في الصين في نوفمبر 2011. وقد حدث هذا الإلغاء بناء على طلب من شركة Jiangling Motors. تم إلغاء براءة اختراع X7 في 16 مايو بناء على طلب جاغوار لاند روفر، لأن التصميم كان مرتبطًا بتصميم Evoque.
في يونيو 2016، اتخذت جاغوار لاند روفر إجراءات قانونية ضد جيانج لينغ موتورز مرة أخرى في محكمة بكين. ألقت الشركة المصنعة للسيارة باللوم على Jiangling لانتهاك حقوق النسخ والمنافسة غير المشروعة. كانت خطوة نادرة. يختار معظم مصنعي السيارات غير الصينيين عدم اللجوء إلى المحكمة بسبب نسخ التصميم من قبل الشركات الصينية بسبب الاحتمال الضئيل للفوز بهذه الدعوى القضائية. وقال أحد محامي بيجين التالي لصحيفة «جلوبال تايمز» الصينية حول الدعوى: «بدون معلومات مفصلة، من الصعب الحكم على ما إذا كان جيانغ لينغ قد نسخ تصميم إيفوك». وفي الشهر نفسه، قال مصدر لم تذكر اسمه لرويترز، أن جيانج لينغ اتفقت مع جاغوار لاند روفر على عدم تصديرها إلى الصين. ووفقًا لهذا المصدر نفسه، ناقشت الشركتان أيضًا ما هو المقبول في تحديث التصميم الخاص بالجيل X7.

#### شوانغان (Shuanghuan)
Liang, Fei (13 يونيو 2016). "Patent battle intensifies between Jaguar, Jiangling". Globaltimes.cn. مؤرشف من الأصل في 2017-04-06. اطلع عليه بتاريخ 2016-10-15.
تسببت Shuanghuan Noble في العديد من الخلافات، حيث قامت مرسيدس-بنز حتى برفع دعوى قضائية ضد Shuanghuan بسبب تشابهها مع Smart Fortwo. كما أقنعت مرسيدس-بنز المحكمة الإيطالية بحظر عرض السيارة في معرض بولونيا للسيارات، ولكن على أي حال تم عرض سيارة Shuanghuan Noble .
في مايو 2009، أصدر قاض يوناني قرارًا ضد ديملر وأخلى السيارة التي تسمح ببدء المبيعات في اليونان. ورد القاضي على طلب ديملر بحظر السيارة الصينية من دخول السوق اليونانية وقال "إن الانطباع الذي يلقاه نوبل في الطرف الثالث والمستنير بمظهره البصري يختلف عن ذلك الذي يصنعه لنفس الشخص من قبل" سمارت ". بشكل عام فإنه مقبول أن القرار الخاص بشراء سيارة جديدة لا يمكن أن يستند فقط على الخصائص الخارجية ولكن العديد من المواصفات الفنية الأخرى مثل قوة المحرك واستهلاك الوقود ومواصفات القطع وأسعار التجزئة وشبكة المتعاملين.
وينص الحكم على أن أفعال الطرف الأخير «لا يمكن أن تضلل الجمهور» كما ادعت الشركة الألمانية في طلبها القانوني. وأشار القاضي إلى حقيقة بارزة مفادها أن «المدعي لم يعد يبيع الجيل المحدد من» سمارت «الذي يدعي أنه تم نسخه، ولكنها سيارة مختلفة، ذات خصائص مختلفة.»
وقد تم انتقاد نموذج آخر، هو Shuanghuan SCEO ، لأنه يشبه الجيل الأول من ((BMW X5 (E53)، في حين أن الشارة على السيارة تشبه أيضًا تلك المستخدمة في سيارات SsangYong SUV القديمة.

#### Zotye
هددت شركة السيارات الألمانية بورش Zotye بإجراءات قانونية بعد أن كشفت Zotye SR9 في عام 2016، والتي يقال أنها تشبه بورش ماكان . وقد وصفت السيارة بأنها "complete knockoff"، مع العديد من الجوانب الداخلية والخارجية تشبه ماكان .
اكتسبت Zotye SR9 سمعة سيئة على وسائل الإعلام الاجتماعية الصينية بعد أن ألقت امرأة  بدعوى على زوجها أن سيارته SR9 كانت في الواقع سيارة بورش. سعر السيارتين  170,000 يوان و 588,000 يوان، على التوالي.
وقيل إن نماذج Zotye الأخرى تشبه طرازات Volkswagen و Audi و Daihatsu .

### تهديدات للكشف عن أسرار الصناعة
وذكرت صحيفة وول ستريت جورنال أن حكومة الصين ستجبر شركات صناعة السيارات الأجنبية على الكشف عن أسرار تكنولوجيا السيارة الكهربائية قبل السماح ببيع السيارات في الصين. تنص سياسة السيارات الصينية الحالية على أنه يجب على شركة أجنبية لصناعة السيارات تشكيل مشروع مشترك مع شركة صينية لتصنيع السيارات إذا كانت الشركة تخطط لبيع سياراتها الكهربائية هناك، مع امتلاك شركة صناعة السيارات الصينية 51٪ من المشروع المشترك.
بسبب هذا التهديد المفترض من قبل الحكومة الصينية، أرجأت شركة تويوتا إطلاق الجيل الحالي من سيارات بريوس حتى يتعلموا المزيد عن الخطة.
وفقا لصحيفة نيويورك تايمز، طُلب من جنرال موتورز الكشف عن المعلومات التكنولوجية الرئيسية  بالفولت. إن عدم القيام بذلك يؤدي إلى عدم التأهل للحصول على إعانات كبيرة (تصل إلى 19000 دولار).
في عام 2011، كان يعتقد أن الصين وراء سرقة المعلومات من رينو. في عام 2013، حكم على زوجين أميركيين بالسجن لقيامهما بكشف أسرار تجارة جنرال موتورز إلى شيري.
في عام 2014، لوحظ وجود متطلبات «صارمة» و «متطرفة» لنقل الملكية الفكرية من أجل البيع للسوق الصينية. تخضع السيارات الكهربائية المستوردة لضرائب عالية ولا توجد إعانات مالية. 
في عام 2017، أشارت الحكومة الأمريكية إلى الاستعداد للتحقيق في عمليات نقل التكنولوجيا القسرية هذه.

## القطاعات
كان لدى الصين  مجموعة 6,322 شركة سيارات حتى نهاية نوفمبر 2006. وبلغ إجمالي قيمة إنتاج قطاع السيارات للثلاثة أرباع الأولى من عام 2006 ما يقدر قيمته 143 مليار دولار أمريكي. مع زيادة الدخل وارتفاع معدل النمو السنوي للملكية الخاصة من المتوقع أن يتسارع.

### إنتاج السيارات
تجاوزت الصين اليابان لتصبح ثاني أكبر سوق للسيارات في العالم في عام 2006، واجتازت الولايات المتحدة لتصبح الأكبر في عام 2009. هذا النمو يحفز الطلب على قطع غيار السيارات والخدمات ومنتجات العناية اللاحقة. الصين حاليا قادرة على تصنيع مجموعة متكاملة من منتجات السيارات ومؤسسات السيارات الكبيرة. وتشمل الشركات المحلية الكبرى مجموعة شركات الصين الأولى للسيارات (FAW)، وشركة Dongfeng Motor Corp. (DMC)، وشركة Shanghai Automotive Industry Group (SAIC).

#### مركبات الوقود البديل
تشجع الصين تطوير سيارات نظيفة وفعالة من حيث استهلاك الوقود في محاولة للحفاظ على استمرار نمو صناعة السيارات في البلاد (انظر اقتصاد الوقود في السيارات). بحلول نهاية عام 2007، تخطط الصين لخفض متوسط استهلاك الوقود لكل 100 كيلومتر لجميع أنواع المركبات بنسبة 10٪. سيتم زيادة نسبة السيارات التي تحرق الوقود البديل للمساعدة في تحسين استهلاك الطاقة في البلاد. وستمنح الأولوية لتسهيل البحث والتطوير للمركبات الكهربائية والهجينة وكذلك مركبات الوقود البديلة، لا سيما الغاز الطبيعي المضغوط / الغاز الطبيعي المسال. تتطلب المدن الكبرى مثل بكين وشنغهاي بالفعل معايير الانبعاثات Euro-3. في العاشر من مارس 2008، أصبحت بكين أول مدينة تتطلب مركبات خفيفة لتلبية معايير الانبعاثات من الصين 4، والتي تعادل Euro-4. غيرت بكين معاييرها الخاصة بالانبعاثات إلى معايير المرحلة الخامسة للمركبات الخفيفة الثقيلة والمركبات الثقيلة في يناير 2013 وأغسطس 2015، على التوالي. في 12 أبريل 2016، أصدرت وزارة حماية البيئة (MEP) اقتراح معيار الصين -6 للخدمة الشاقة .

#### السيارات الكهربائية

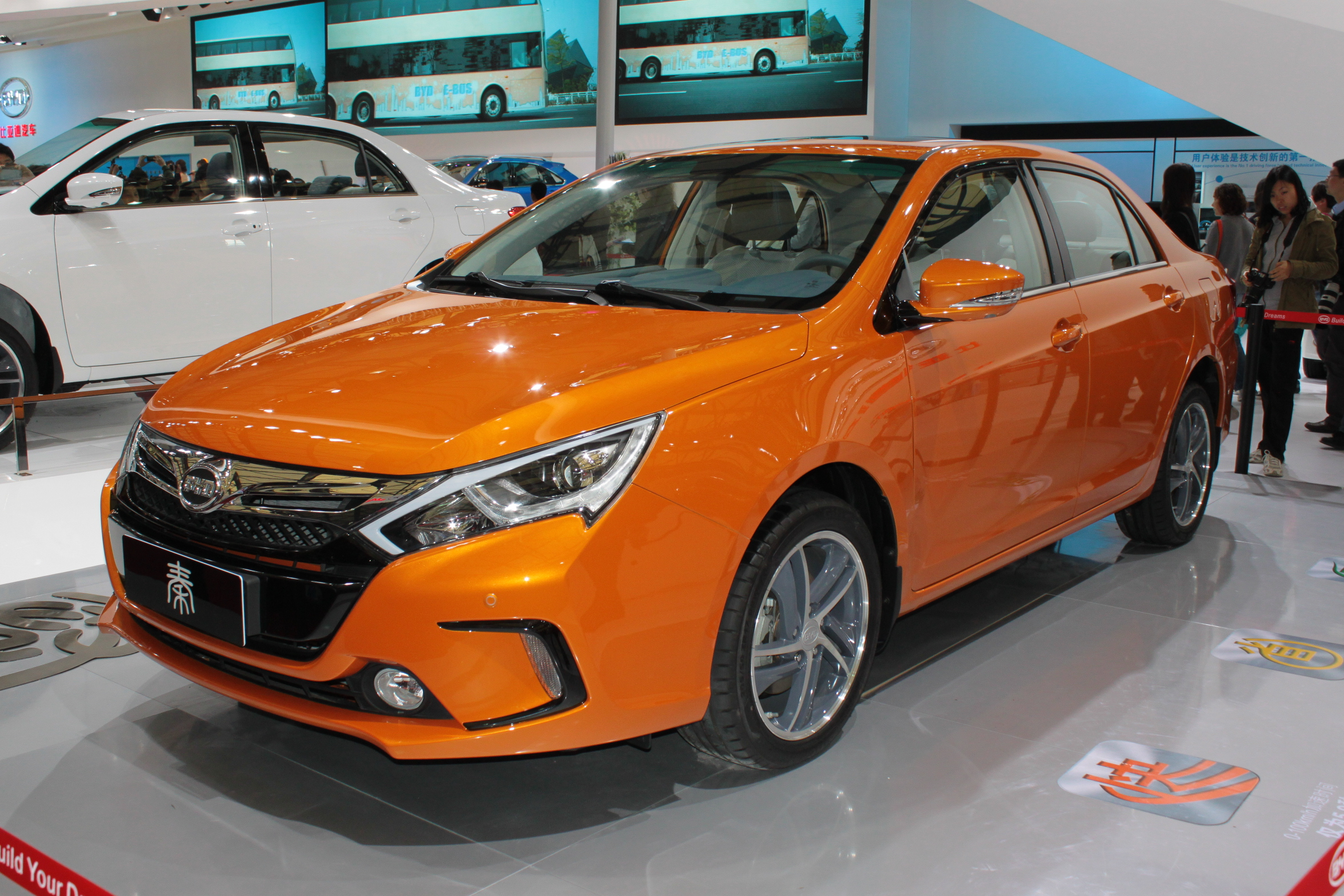
تعد سيارة BYD Qin plug-in hybrid هي السيارة الجديدة الأكثر مبيعاً في الصين، منذ عام 2014، مع مبيعات تراكمية تزيد عن 49500 وحدة حتى مارس 2016.

وقالت خطة صناعة السيارات الصينية، التي أعلنت على الموقع الرئيسي للحكومة المركزية الصينية، إن الصين تهدف إلى خلق قدرة على إنتاج 500 ألف سيارة جديدة للطاقة ، مثل السيارات الكهربائية التي تعمل بالبطاريات والمركبات الهجينة التي تعمل بالطاقة الكهربائية. وتهدف الخطة إلى زيادة مبيعات سيارات الطاقة الجديدة هذه لنحو 5٪ من مبيعات سيارات الركاب الصينية. في معرض بكين للسيارات 2010، تم عرض أكثر من 20 سيارة كهربائية ، معظمها جاء من شركات صناعة السيارات الأصلية. واعتبارًا من مايو 2010، تم الإبلاغ عن 10 نماذج كهربائية على الأقل لتكون على المسار الصحيح لإنتاج الحجم. أول سيارة هجينة تنتج بكميات كبيرة (BYD F3DM)، وشاحنة صغيرة تعمل بالكهرباء بالكامل (BYD e6) وحافلة بعيدة المدى كهربائية بالكامل (BYD K9) هي صينية. 
الصين تدعم النفط  وبعض صانعي السيارات الصينيين يرون الفرص في السيارات الكهربائية الأقل نضجا لأن الشركات الغربية لم تطور بعد الكثير من الريادة في التكنولوجيا.
بلغت مبيعات سيارات الطاقة الجديدة بين يناير 2011 ومارس 2016، 502,572 وحدة ، تم بيع أكثر من 92٪ منها بين يناير 2014 ومارس 2016. وتشمل هذه الأرقام المركبات التجارية الثقيلة مثل الحافلات وشاحنات الصرف الصحي. لا تشمل هذه الأرقام سوى السيارات المصنعة في البلاد حيث أن الواردات لا تخضع للإعانات الحكومية. اعتبارًا من مارس 2016، يتكون المخزون الصيني للسيارات الكهربائية من 366,219 سيارة كهربائية بالكامل (72.9٪) و 136,353 سيارة مهجنة (27.1٪).
اعتبارًا من ديسمبر 2015, الصين هي أكبر سوق للحافلات الكهربائية في العالم ، وبحلول عام 2020، من المتوقع أن تمثل البلاد أكثر من 50 ٪ من سوق الحافلات الكهربائية العالمية. كما أن الصين هي الشركة الرائدة في العالم في الجزء الإضافي للخدمة الشاقة ، بما في ذلك الحافلات الكهربائية والشاحنات ، وخاصة شاحنات الصرف الصحي / القمامة.

### تشجيع الصناعة المحلية
تتمتع قطع غيار السيارات ومستلزماتها حاليًا بمستويات أقل من الرسوم الجمركية مقارنة بالسيارات (متوسط الرسوم هو 10-13٪ لقطع الغيار والملحقات و 25٪ للسيارات).
[متى؟]
وافقت الصين على خفض الرسوم الجمركية على قطع غيار السيارات المستوردة ومستلزماتها إلى 10 ٪. على الرغم من أن هذا الاختلاف في معدل الرسوم كان مسؤولاً في البداية عن زيادة استيراد الدراجات النارية وسيارات عدة ، فقد تم تشديد الثغرة. الآن ، لا تدخل سوى قطع الغيار والملحقات إلى الصين تحت مستوى الرسوم الأدنى.[متى؟]

### استخدام السيارات المستعملة وقطع غيار السيارات المستعملة
يمكن استيراد السيارات المستعملة إلى الصين على الرغم من تطبيق بعض القيود. يمكن استيراد معدات البناء الثقيلة المجددة مع تصريح خاص. غير مسموح باستخدام قطع غيار السيارات المستعملة والمجددة في الصين.

### منتجات وخدمات ما بعد البيع للسيارات
تواجه سوق ما بعد البيع في الصين الآن التحديات التالية:
- إنشاء نظام معلومات ردود الفعل مع المستخدمين النهائيين من أجل تحسين الخدمة
- تحديث أنظمة مبيعات عفا عليها الزمن
- زيادة القدرة التنافسية لأجزاء السيارات المحلية ، الاكسسوارات ومستلزمات ما بعد البيع
- قمع المنتجات المزيفة.

### وكلاء السيارات
في الصين ، يُدعى وكلاء السيارات المعتمدين بـ 4S. يمثل 4S البيع ، قطع الغيار، الخدمة والاستعراض
في معظم الحالات ، لا يمكن شراء السيارات الجديدة ذات الأسماء التجارية إلا من متاجر 4S. بالنسبة إلى السيارات الجديدة التي تشهد ارتفاعًا في الطلب ، تتم إضافة قسط عالٍ للتسليم الفوري أو مجرد تقديم طلب. 
ربح تجار السيارات في الصين مرتفع جدا مقارنة ببقية دول العالم ، في معظم الحالات 10 ٪. ومن المفترض أن يكون ذلك بسبب «سعر الفاتورة غير الشفاف» كما هو معلن من قبل المصنّعين وأقساط التأمين التي تفرضها على التسليم السريع. بسبب نقص المعرفة لمعظم العملاء ، يمكن للتجار بيع الإضافات بأسعار أعلى بكثير من  بعد البيع. 

### الصادرات
اعتبارًا من 2012 ، كانت صادرات السيارات الصينية حوالي مليون سيارة في السنة وتتزايد بسرعة. تم إجراء معظم المبيعات إلى الاقتصادات الناشئة مثل أفغانستان والجزائر والبرازيل وشيلي ومصر والعراق وإيران وليبيا وكوريا الشمالية والفلبين وروسيا والمملكة العربية السعودية وجنوب أفريقيا أو سوريا حيث السيارات صينية الصنع . تبيع شركة Geely أو Great Wall أو Chery ما يقرب من نصف طراز مماثل صنعته علامة تجارية متعددة الجنسيات مثل تويوتا. وتستند السيارات الصينية على تصاميم متعددة الجنسيات ولكن بثمن رخيص. هم يفتقرون بشكل خاص في ميزات السلامة. لا يتم تصدير السيارات المصنوعة في الصين من قبل الشركات المشتركة متعددة الجنسيات بشكل عام. تتزايد جودة السيارات الصينية بشكل سريع ، ولكن وفقًا لـ J. D. Power and Associates ، فإنه من غير المتوقع أن تحقق التكافؤ مع الشركات متعددة الجنسيات حتى عام 2018 تقريبًا.